# Иловатский кантон
Иловатский кантон — административно-территориальная единица АССР немцев Поволжья, существовавшая в 1935—1941 годах. Административный центр - с. Иловатка.
Иловатский кантон был образован в 1935 году путём выделения из Зельманского кантона.
7 сентября 1941 года в результате ликвидации АССР немцев Поволжья Иловатский кантон был передан в Сталинградскую область и преобразован в Иловатский район.

## Административно-территориальное деление
По состоянию на 1 апреля 1940 года кантон делился на 7 сельсоветов:
- Белокаменский,
- Иловатский,
- Колышкинский,
- Красно-Ярский,
- Курнаевский,
- Потемкинский,
- Черебаевский.

## Население
Динамика численности населения
| 1935 | 1939  | 1941  |
| ---- | ----- | ----- |
| 8370 | 11544 | 11500 |

### Национальный состав
| Русские                                                    | 9143 (79,2 %) | -             |
| Украинцы                                                   | 2425 (21,0 %) | -             |
| Немцы                                                      | 467 (4,0 %)   | 1800 (15,7 %) |
| Казахи                                                     | 93 (0,8 %)    | -             |
| 1939 год - показаны народы c численностью более 50 человек |               |               |